# Кочерга Віктор Герасимович
Віктор Герасимович Кочерга (13 жовтня 1939, с. Осники — 29 грудня 2013) — український юрист та політичний діяч, член Комуністичної Партії України; заступник голови Центральної контрольної комісії КПУ (з жовтня 1997 р.). Заслужений юрист України.

## Життєпис
Народився 13 жовтня 1939 року в селі Осники (Черняхівський район, Житомирська область) в селянській сім'ї; українець; дружина — медсестра; мав 2 дочок.
Освіта: 1954—1958 рр. — Успенський ветзоотехнікум, «Ветеринарія»; 1961—1966 рр. — Харківський юридичний інститут, юрист.
- 1958—1963 рр. — ветеринарний фельдшер, радгосп «Артемівський».
- 1963—1964 рр. — ветеринарний фельдшер, радгосп «Бахмутський» Артемівського району Донецької області.
- 1964 р. — бригадир-тваринник, радгосп «Нижньокринський» Амвросіївського району Донецької області.
- 1964—1969 рр. — юрисконсульт відділу матеріально-технічного постачання.
- 1969—1970 рр. — старший інженер з мобілізації внутрішніх ресурсів ЦЕММ тресту «Добропіллявугілля», Донецька область.
- 1970—1976 рр — завідувач відділу Добропільського міського комітету КПУ.
- 1976—1985 рр. — інструктор, заступник завідувача відділу Донецького обласного комітету КПУ.
- Квітень 1985 — квітень 1987 рр. — радник ЦК КПРС при ЦК Народно-демократичній партії Афганістану.
- 1987—1990 рр. — заступник завідувача відділу контрольної комісії Донецького обласного комітету КПУ.
- 1990 — серпень 1991 рр. — заступник голови контрольної комісії Донецького обласного комітету КПУ.
- Серпень 1991—1994 рр. — експерт з правових питань, заступник комерційного директора — начальник відділу Донецького спеціалізованого виставкового центру «Експодонбас».
- З червня 1993 р.— другий секретар Донецького обласного комітету КПУ, заступник голови Центральної контрольної комісії КПУ.

Народний депутат України 3-го скликання березень 1998 — квітень 2002 року, виборчий округ № 49, Донецька область. На час виборів: народний депутат України, член КПУ. Перший заступник голови Комітету з питань законодавчого забезпечення правоохоронної діяльності та боротьби з організованою злочинністю і корупцією (липень 1998-лютий 2000 рр.), секретар Комітету з питань боротьби з організованою злочинністю і корупцією (з лютого 2000 р.), член фракції КПУ (з травня 1998 р.).
Народний депутат України 2-го скликання з квітня 1994 (2-й тур) до квітня 1998 року, Добропільський виборчий округ № 122, Донецька область, висунутий КПУ. Голова підкомітету з роботи над проектами законодавчих актів і взаємодії з комітетами ВР України, заступник голови Комітету з питань законності і правопорядку. Член (уповноважений) фракції комуністів. На час виборів: начальник відділу Донецького спеціалізованого виставкового центру; член КПУ.
Помер 29 грудня 2013 року. Похований на Байковому кладовищі (ділянка № 33).

## Нагороди
- Медаль «Ветеран праці»;
- Орден Дружби народів;
- Заслужений юрист України.